# Espinosa de Henares (kommun)
Espinosa de Henares är en kommun i Spanien.   Den ligger i provinsen Provincia de Guadalajara och regionen Kastilien-La Mancha, i den centrala delen av landet, 80 km nordost om huvudstaden Madrid. Antalet invånare är 800.